# Gitta Sereny
Gitta Sereny, CBE (13. března 1921 Vídeň, Rakousko – 14. června 2012 Cambridge, Anglie) byla v Rakousku narozená britská spisovatelka a novinářka.

## Život
Narodila se ve Vídni jako dcera Ferdinanda Gyuly Serény-Schwarze (1868–1923) a jeho německé manželky Margit (Grete) Herzfeldové (1890–1993), herečky z měšťanské rodiny židovského původu v Hamburku. Navštěvovala dívčí školu s penzionátem v Anglii. Po té se s matkou přestěhovala do Vídně. V roce 1938 se matka podruhé provdala, za německého ekonoma židovského původu Ludwiga von Mises, a proto rodina před nacismem uprchla do Švýcarska. V letech 1939–1940 Gitta žila v Paříži a na Sorbonně navštěvovala kursy herečky Madeleine Milhaudové. Pracovala v katolických dobročinných organizacích. S pomocí přátel uprchla přes Pyreneje do Španělska a odtud do Spojených států, kde strávila tři roky. Podílela se na distribuci poválečné americké pomoci UNRRA. V roce 1947 se přestěhovala se svým budoucím manželem, fotografem Donem Honeymanem opět do Paříže. Pak se věnovala výchově svých dvou dětí.
Psát a publikovat začala poměrně pozdě, po přestěhování do Londýna počátkem 60. let. Psala německy i anglicky, přispívala do různých novin i časopisů. Zemřela v Addenbrooke's Hospital v Cambridge ve věku 91 let.

## Knižní dílo
- The Medaillon. Gollancz, 1957
- The Case of Mary Bell: A Portrait of a Child Who Murdered (1972)
- Into That Darkness: From Mercy Killing to Mass Murder (1974)
- The Invisible Children. Child Prostitution in America, West Germany and Great Britain. (1984)
- Albert Speer: His Battle with Truth (1995)
- The German trauma. Experiences and reflections 1938–2000. (autobiografie) London 2000, ISBN 0-7139-9456-8

## Ocenění
V roce 1995 Gitta Sereny získala cenu James Tait Black Memorial Prize. V roce 2004 Řád britského impéria za přínos žurnalistice.